# کمیته ستاد مشترک نیروهای مسلح پاکستان
کمیته ستاد مشترک نیروهای مسلح پاکستان (انگلیسی: Joint Chiefs of Staff Committee) یک نهاد اداری متشکل از رهبران ارشد نظامی یونیفرم‌پوش نیروهای مسلح پاکستان است که در مورد مسائل مهم استراتژیک نظامی و غیرنظامی به دولت غیرنظامی پاکستان، شورای امنیت ملی، وزیر دفاع، رئیس‌جمهور و نخست‌وزیر پاکستان مشاوره می‌دهد. این نهاد طبق قانون تعریف شده و متشکل از یک رئیس، روسای ستاد نیروی زمینی، نیروی دریایی و نیروی هوایی است، که هر چهار نفر، افسران چهار ستاره هستند که توسط رئیس‌جمهور و به توصیه نخست‌وزیر منصوب می‌شوند. رئیس کمیته مشترک نیروهای مسلح پاکستان بر اساس ارشدیت و شایستگی از روسای سه شاخه نیروهای مسلح پاکستان انتخاب می‌شود. هر رئیس ستاد نیرو، خارج از تعهدات ستاد مشترک، وظیفه خود را مستقیماً برای وزارت دفاع انجام می‌دهد.
به دنبال کمیسیون حمود الرحمان، کمیته ستاد مشترک ارتش اختیار فرماندهی عملیاتی ندارد. در عوض، کمیته ستاد مشترک ارتش یک نهاد مشاوره نظامی اصلی است و عملیات فرماندهی را بین نیروها هماهنگ می‌کند. این کمیته توسط افسر چهار ستاره‌ای که به عنوان رئیس کمیته مشترک تعیین می‌شود، رهبری می‌شود. رئیس ستاد مشترک، فرمانده کل قوای تمام نیروهای مسلح پاکستان است، اما اختیار عملیاتی بر نیروهای رزمی که مستقیماً به روسای ستاد خود گزارش می‌دهند، ندارد.
ستاد مشترک، در راولپندی، نزدیک به ستادهای نیروی دریایی، هوایی و ستاد فرماندهی مرکزی، مستقر است. کمیته ستاد مشترک متشکل از تمام پرسنل نظامی یونیفرم‌پوش از هر یک از این نیروها است که به رئیس ستاد در هماهنگی تلاش‌های نظامی کمک می‌کنند.